# Marco Schmitz

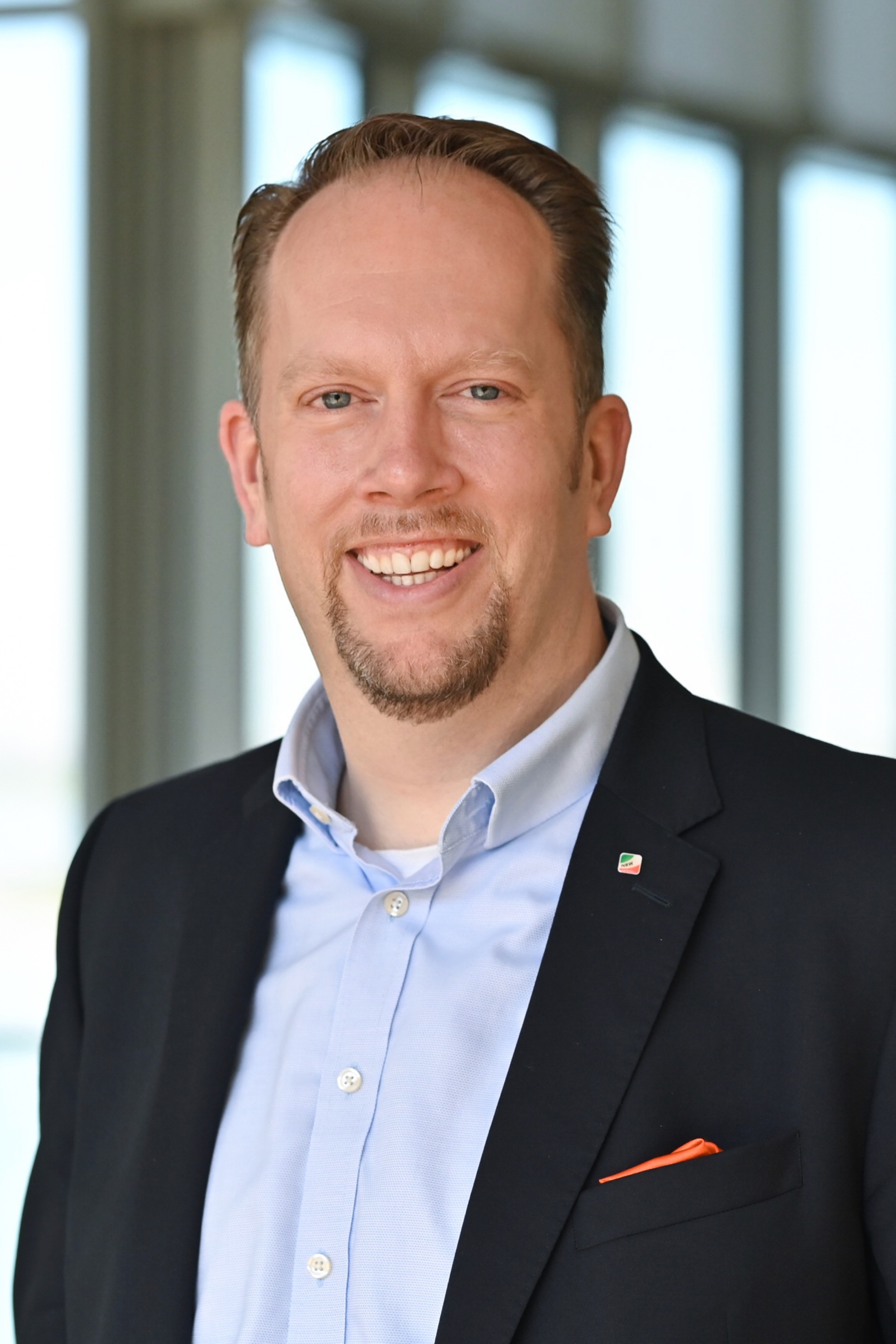
Marco Schmitz (2022)

Marco Schmitz (* 24. Januar 1979 in Düsseldorf) ist ein deutscher Politiker (CDU). Er ist seit 2017 Mitglied im Landtag von Nordrhein-Westfalen.

## Leben
Nach dem Abitur 1999 begann Schmitz ein Magisterstudium der Politikwissenschaft, des Öffentlichen Rechts und der politischen Bildung an der Julius-Maximilians-Universität Würzburg und schloss dieses 2007 erfolgreich als Magister artium ab. Anschließend kehrte er in seine Heimatstadt zurück und arbeitete im Rathaus als Referent des damaligen Düsseldorfer Oberbürgermeisters Joachim Erwin, der im Mai 2008 an den Folgen einer Krebserkrankung im Amt verstarb. Schmitz blieb auch unter Erwins Nachfolger Dirk Elbers im Rathaus. Von 2012 bis 2014 war er Geschäftsführer des Job-Centers Düsseldorf. Ab 2015 war Schmitz Verwaltungsdirektor beim Deutschen Städtetag bis er bei der Landtagswahl 2017 im Landtagswahlkreis Düsseldorf II mit 35,2 % der Erststimmen das Direktmandat erringen konnte.
Marco Schmitz ist verheiratet und hat zwei Söhne. Er lebt mit seiner Familie im Düsseldorfer Stadtteil Gerresheim.

## Politik
Im Landtag war er in der 17. Wahlperiode stellv. Vorsitzender des Ausschusses für Arbeit, Gesundheit und Soziales sowie Sprecher seiner Fraktion im Unterausschuss COVID-19-Pandemie. Er war zudem Mitglied in den Ausschüssen Heimat, Kommunales, Bauen und Wohnen sowie Digitalisierung. Bei der Landtagswahl 2022 konnte er mit 31,3 % der Erststimmen im Landtagswahlkreis Düsseldorf II erneut direkt in den Landtag einziehen. In der 18. Wahlperiode ist Schmitz nun Sprecher der CDU-Fraktion im Ausschuss für Arbeit, Gesundheit und Soziales (AGS). In dieser Funktion ist er zudem Vorsitzender des Stiftungsrats der SozialstiftungNRW (ehemals Stiftung Wohlfahrtspflege NRW). Schmitz ist außerdem ordentliches Mitglied im Ausschuss für Bauen, Wohnen und Digitalisierung, im Wahlprüfungsausschuss sowie im Parlamentarischen Untersuchungsausschuss III (Brückendesaster und Infrastrukturstau). Darüber hinaus ist er stellvertretendes Mitglied im Unterausschuss Personal des Haushalts- und Finanzausschusses sowie im Ältestenrat.
Der CDU trat Marco Schmitz im Jahr 1997 bei. Bevor er Landtagsabgeordneter wurde, war er zunächst stellvertretender Vorsitzender und ab 2015 Vorsitzender des CDU-Ortsverbandes Düsseldorf-Gerresheim. Seit 2014 engagiert er sich zudem im CDU-Kreisvorstand Düsseldorf als Mitgliederbeauftragter. Im Jahr 2017 übernahm er die Rolle des Mitgliederbeauftragten sowie den Vorsitz des CDU-Stadtbezirksverbandes 7, der die Stadtteile Gerresheim, Knittkuhl, Grafenberg, Hubbelrath und Ludenberg umfasst. Darüber hinaus war er in den Jahren 2004 bis 2007 sowie 2014 bis 2017 Mitglied der Bezirksvertretung 7 der Stadt Düsseldorf.
Innerhalb der CDU ist Schmitz Mitglied der Christlich-Demokratischen Arbeitnehmerschaft (CDA), dem Sozialflügel der Partei. Als Vorsitzender des Bezirks Bergisches Land ist er zudem Beisitzer im Landesvorstand der CDA Nordrhein-Westfalen.

## Mitgliedschaften
Seit 2000 ist er Mitglied der katholischen Studentenverbindung KDStV Markomannia Würzburg im CV. Seit 2009 ist er zudem Mitglied der katholischen Studentenverbindung KDStV Burgundia (Leipzig) Düsseldorf im CV. Seit 2021 ist er einer von zwei Präsidenten der Karnevalsgesellschaft Gerresheimer Bürgerwehr.